# Fláajökull
Fláajökull är en mindre glaciär i republiken Island.  Den ligger i regionen Austurland, i den sydöstra delen av landet.  Fláajökull ligger 417 meter över havet.

## Namnet
Namnet kommer från isländska ordet flár som betyder 'sluttande'. Historiska namn på glaciären är Mýrajökull, Hólmsárjökull och Hólsárjökull.
Fláajökull ligger i Vatnajökulls nationalpark.